# Пастуші племена
Пастуші племена, скотарські племена - збірна назва господарсько-культурного типу спільнот, в яких перехід від привласнюючого господарства (мисливці-збирачі) до виробничого досяг рівня одомашнення середньої, а потім і більш великої худоби. Епітет «пастуший» може відсилати до більш раннього етапу, на якому були одомашнені вівці та інші тварини, що вимагали пасовищ і пастухів. «Скотарський» - ширше і відноситься до пізнішого етапу, на якому людина одомашнила в'ючних, тяглових та інших тварин, пристосовуючи їх до стійлового утримання.
Цій стадії прогресу передує виникнення землеробства на основі одомашнення зернових культур. Разом з тим, виділення скотарства в самостійну виробляючу галузь - перша в ряду трьох найбільших поділів праці, за яким історично йдуть (2) відділення ремесла від землеробства і (3) відокремлення торгівлі від виробництва. Надалі, в залежності від природних умов і від рівня розвитку продуктивних сил, сільське господарство приймає різні локальні форми поєднання землеробства і тваринництва. З розвитком становлення державності, племена або переходять до осілого способу життя, або трансформуються в кочові народи.
У епоху промислової революції етнографи (А. Фергюсон, Л. Морган) присвоїли відповідним племенам градації «дикості» і «варварства», протиставляючи їх «цивілізації» як третьої, вищої стадії соціальної еволюції. У новітніх теоріях терміни Фергюсона - Моргана, які принизливо характеризували багато неєвропейських народів, були замінені більш політкоректною номенклатурою. У дослідженнях сучасних етносів економічний уклад, при якому громади добувають кошти для існування, використовуючи приручених тварин і кочуючи у пошуках кращих пасовищ, іноді називається пасторалізм..

## Передумови
Виділення скотарства в самостійну виробляючу галузь первісного господарства передбачає наявність ряду об'єктивних (фізико-географічних, кліматичних) і суб'єктивних (господарських, організаційних) передумов. Залежно від їх поєднання в конкретних регіонах формуються особливі регіональні різновиди пастуших (скотарських) племен. Природні умови зумовлюють тип одомашнених тварин в залежності від умов їх відгодівлі. 
За відомим на сьогодні даними, першими були одомашнені вівці (Ovis orientalis aries, Південно-Західна Азія, між 11 і 9 тис. до н. е.   ). Завдяки густій вовні ці тварини (особливо в масі стада) є життєздатними при негативних температурах і не вимагають спеціальних будівель для організації їхньої зимівлі. Разом з тим, вівчарство вимагає великих пасовищ, в межах яких пастухи примусово переганяють овець з одного місця випасу на інше. Сама назва типу «пастуший» передбачає племена, що спеціалізуються на розведенні овець або іншого виду рослиноїдних тварин, в якому пастух (чабан) виступає як основний тип робочої сили. 
Одночасно, або наступними за терміном давності   приручення, а потім одомашнення є свині (Sus scrofa domestica, Близький Схід, Китай, 10-9 тис. до н. е. ). 
| вид                                   | період                     | регіон                                |
| ------------------------------------- | -------------------------- | ------------------------------------- |
| Собака (Canis lupus familiaris)       | до 33 000 років до н. е.   | Євразія                               |
| Домашня вівця (Ovis orientalis aries) | між 11 000 і 9000 до н. е. | Південно-Західна Азія                 |
| Домашня свиня (Sus scrofa domestica)  | між 10 000 і 9000 до н. е. | Близький Схід, Китай                  |
| Коза домашня (Capra aegagrus hircus)  | 8000 до н. е.              | Іран                                  |
| Корова (Bos primigenius taurus)       | 8000 до н. е.              | Індія, Близький Схід, Північна Африка |
| Кішка (Felis catus)                   | 7500 до н. е.              | Кіпр і Близький Схід                  |

### Ремесло
У послідовності трьох найбільших ступенів суспільного розподілу праці, на другому етапі ремесло відокремлюється від землеробства і скотарства, вже розділених на попередньому ступені. Ставлячи загальну логіку цього прогресу продуктивних сил, дана схема, однак, не заперечує існування ремесла, як різновиду праці, технічно розділеного  всередині первинних економічних осередків доземлеробських громад. Насправді праобрази ремесла як роду продуктивної діяльності присутні в господарському житті гомінідів з того моменту, коли, приступивши до виготовлення знарядь праці, вони роблять перший крок через кордон, що відокремлює первісне людське стадо від стада людиноподібних мавп. 
У житті доземлеробських громад ремесло присутнє у вигляді допоміжного виробництва, яке може обслуговувати і «збиральні», і «мисливські» компоненти загального процесу видобутку життєвих засобів. Мотика і палично-мотична техніка, кам'яна зернотерка широко поширені з пізнього палеоліту. У мезоліті, на стадії збирання, з'являються жнивні ножі - попередники серпів. Пізніше з'являються відшліфовані сокири - інструмент, придатний для підсічно-вогневого землеробства . Зброя для мисливців, тара для збирачів дарів природи, вишкрібання шкур і їх зшивання голками і нитками власного виготовлення - все це члени сім'ї виготовляють спільно. Якщо за місцем проживання племені можливо одночасно займатися і землеробством, і тваринництвом, то первинна спеціалізація родичів за напрямками також починається всередині сімей. Такий поділ може закладати передумови становлення відносин особистої власності з приводу знарядь, які кожен «спеціалізований» член сім'ї виготовляє вже під конкретний вид праці, яким він зайнятий. Цей же процес створює стимули для територіального розмежування орачів і пастухів. 
Примітно, що в «Родючому півмісяці» гончарство виникає на кілька тисячоліть пізніше, ніж поділ племен на пастуші і землеробські: епоха докерамічного неоліту завершується тут тільки в 5500 році до н. е. , тоді як посудні черепки з Японії датуються 10500 роком до н. е. , а з Далекого Сходу навіть 14 тис. радіовуглецевих років тому  .

### Обмін
У гіпотетичних схемах обміну між неолітичними племенами, що знаходяться на стадії поділу тваринництва і хліборобства, об'єктами їх бартера є сільськогосподарська продукція, що виявляється у них в надлишку відповідно їх спеціалізації. У цій же парадигмі трьох найбільших ступенів поділу суспільної праці ремесло, як самостійне джерело благ, вироблених в надлишку, спеціально на обмін, з'являється лише на більш пізніх стадіях вже сформованого класового суспільства, продуктивні сили якого вже готові «підтримати» виділення в сукупній робочій силі стану ремісників, пов'язаних з містом як новим феноменом організації соціальної і господарського життя  . 
Не відкидаючи цю схему, як принцип, сучасні методи аналізу в археології дозволили уточнити: вже на найраніших стадіях в обміні брали участь не тільки предмети споживання, а й деякі види засобів виробництва, наприклад обсидіан. Це вулканічне скло забезпечує гігантське зростання продуктивності і якості праці в процесах, які передбачають розрізання, стругання та інші дії, результат яких залежить від гостроти і «прецизійності» інструменту. З'ясувалося, що для деяких артефактів з обсидіану шлях від місця заготівлі до кінцевого споживання міг досягати кілька сот кілометрів, тобто камінь міг по кілька разів переходити від одного племені іншої в порядку бартера. Ряд вчених вважає, що обсидіан чи не «найперший об'єкт світової торгівлі, який можна достовірно визнати і охарактеризувати в цій якості»  .

### Концентрація населення
Потреба спільнот мисливців-збирачів в життєвому просторі оцінюється в 5,6 км² на сім'ю з 10 чоловік . Розвиток землеробства і скотарства створив передумови прискорення демографічного зростання. Разом з тим, новітні археологічні дані показують, що прогрес був не в усьому безумовним. Дієта пастуших племен була менш збалансованою, ніж у мисливців-збирачів; сільськогосподарська праця вимагав великих трудовитрат для самозабезпечення (робочий тиждень мисливців-збирачів становила близько 20 годин в тиждень). Як результат, середній зріст людей, що становив в доземлеробському неоліті 5'10 "(178 см) для чоловіків і 5'6" (168 см) для жінок, знизився за кілька тисяч років до 5'5 '(165 см) і 5' 1 "(155 см) відповідно, і повернувся до колишніх величин тільки в останні 100 років . Після неолітичної революції люди стали більше страждати анемією і нестачею вітамінів; почастішали деформації хребта і хвороби зубів  . 
Разом з тим, ряд знахідок останніх десятиліть показали, що вже в 7-10 тисячолітті до н. е. досягнення перших скотарських племен були більш значними, ніж могло уявлятись в 19 столітті укладачам хронологічних схем генезису продуктивних сил. Так, ще на першому етапі розвитку поселення Чайоню-Тепесі (7250 - 6600 років до н. е.; імовірно - місце, де вперше одомашнили свиней  ) будинку з необпаленої глини ставилися на кам'яні фундаменти. У другій фазі це вже кам'яні будинки строго прямокутної форми з підлогами, покритими рівним шаром з вапняної обмазки, і пофарбованими в оранжево-жовтий колір. В одному з будинків підлогу розмістили мозаїкою з кольорових камінців  . 
Не менш вражаючими виявилися розкопки поселення Чатал-Гуюк (7400 р. До н.е. е. - 5600 р до н. е.  ). Імовірно, участь в ланцюжках бартер обсидіаном був найважливішим джерелом, що підтримував існування цього значного за своїми масштабами поселення  . Балки з сосни і ялівцю, що використовувалися жителями в своїх будинках, також робили довгий шлях - вони, можливо, були привезені з Таврських гір . Кремень поставлявся з Сирії . Виявлено раковини молюсків з Середземного і Червоного моря  . 

## Історична роль в становленні господарства

Карта Родючого півмісяця

Виникнення землеробства і «спеціалізація» деяких племен на тваринництві виявилися центральними подіями неолітичної революції - переходу від привласнюючого господарства до виробничого . Серед 7-8 регіонів світу, в яких ці процеси відбувалися незалежно один від одного, раніше від усіх (не пізніше, ніж 10 тис. років тому ) цим було охоплено Близький Схід. За однією з теорій («горбистих схилів») одомашнення почалося на горбистих схилах гір Тавра (сучасна Туреччина ) і Загросу (сучасний Іран ). Гірські пасовища - унікальний тип рельєфу, що дозволяє людині утримувати під своїм контролем значні стада, не побоюючись їх викрадення або безповоротного втечі з місця випасу. Зі свого боку, утримання є одним з конституючих для категорії володіння, як вищої чинності в тріаді відносин власності. Таким чином, в систему відносин членів племені з приводу виробництва і споживання благ вбудовується новий тип - приватна власність, протиставлять себе громадській власності, на основі якої спочатку вибудовується первісно-общинна економіка. 
Передгір'я Тавра і Загроса належать тій частині «Родючого півмісяця », де завдяки сприятливим змінам клімату близько 10 тис. років тому склалися умови підвищення приросту маси рослин (і як наслідок фауни) на одиницю площі. Виросла чисельність фауни на гірських луках; продуктивніше стали і досліди з землеробством в спільнотах, які вже покинули печери, але чий демографічний ріст перш стримувався недоліком харчування і суворістю клімату. Тепер же, чим далі одна частина раніше єдиного племені йшла в гори, і чим далі вглиб долини розселялися їх колишні одноплемінники, нарощуючи «орну» площа, тим більше надлишків виробленого стало залишатися у тих і у інших. Їх обмін стимулював кумулятивне зростання на обох сторонах: шкури посилювали кліматичну резистентність жителів рівнин; їх кошика і інша реміснича продукція допомагала господарського освоєння віддалених пасовищ, а комбінована м'ясо-рослинна дієта благотворно позначалася на фізичному потенціалі людей в обох групах племен, які втратили родинні зв'язки, але відтепер пов'язаних економічними відносинами обміну.